# 琴似町
琴似町（ことにちょう）は、かつて北海道琴似川の左岸に存在した町である。札幌郡に属した。
現在の札幌市西区の大部分と、北区・中央区・手稲区各区の一部にあたる。

## 地理

### 河川
- 新川
  - 琴似川
  - 琴似発寒川
  - 発寒古川
- 発寒川（伏籠川支流）
  - 安春川
  - 屯田川
  - 東屯田川
- 創成川（伏籠川支流）

### 湖沼
- 東屯田川遊水地

### 山
- 三角山（琴似山）
- 盤渓山
- 奥盤渓山

## 行政区画（廃止時のデータ）

### 字
- 新琴似・新川・八軒・琴似・二十四軒・山ノ手・宮ノ森・盤渓・発寒・屯田

## 沿革
- 1875年（明治8年） - 青森県・宮城県・酒田県の士族及び道内の他地域に入植した士族198戸・965人が琴似に入植、屯田兵村を形成。翌年3戸が補充される。
- 1880年（明治13年） - 幌内鉄道手宮線（現：函館本線）琴似駅が開業。
- 1886年（明治19年） - 琴似 - 新琴似間、新琴似 - 茨戸間の道路が開通。
- 1887年（明治19年） - 水害の防止と湿地の排水のため、琴似川と小樽内川を結ぶ新川が造成される。
- 1891年（明治24年） - 同年度の戸数562、人口2,912。
- 1897年（明治30年） - 琴似神社が創建される。
- 1906年（明治39年）4月1日 - 北海道二級町村制施行により、札幌郡琴似村、発寒村、篠路村の区域をもって、二級町村の琴似村（ことにむら）が設置される。旧村名の琴似村、発寒村、篠路村を大字として編成。札幌支庁に所属。
- 1907年（明治40年） - 同年度の戸数839、人口7,128。
- 1910年（明治43年）4月1日 - 札幌区の一部を編入。
- 1922年（大正11年）8月17日 - 支庁の改称により石狩支庁に所属。
- 1923年（大正12年） - 一級町村制を施行。
- 1934年（昭和9年）- 国有鉄道札沼南線（現：札沼線）新琴似駅が開業。
- 1936年（昭和11年）10月28日 - 昭和天皇の北海道巡幸。町内の北海道工業試験場、農事試験場に天皇が行幸[2]。
- 1942年（昭和17年）
  - 2月10日 - 札幌郡手稲村と境界の一部を変更し、手稲村大字下手稲村の一部が村域となる。
  - 2月11日 - 町制施行し、琴似町となる。旧琴似村の大字を継承。
- 1943年（昭和18年） - 大字を新琴似、新川、八軒、琴似、二十四軒、山ノ手、宮ノ森、盤渓、発寒、屯田の10字に新編成。
- 1943年（昭和18年） - 同年度の戸数2,181、人口11,725。
- 1955年（昭和30年）3月1日 - 札幌市に編入され廃止。旧琴似町の字は琴似町を冠して継承される。

## 交通（廃止時のデータ）

### 鉄道
- 日本国有鉄道（国鉄）
  - 函館本線：琴似駅
  - 札沼線：新琴似駅

### 道路
- 国道5号
- 196号新琴似琴似線（現・北海道道276号琴似停車場線・北海道道277号琴似停車場新琴似線）

## 参考文 献
- 『市町村名変遷辞典』東京堂出版、1990年。
- 角川日本地名大辞典 1 北海道 上巻